# Phelsuma abbotti
Phelsuma abbotti este o specie de șopârle din genul Phelsuma, familia Gekkonidae, descrisă de Stejneger 1893. A fost clasificată de IUCN ca specie cu risc scăzut.

## Subspecii
Această specie cuprinde următoarele subspecii:
- P. a. abbotti
- P. a. chekei
- P. a. pulchra
- P. a. sumptio